# Station Leces

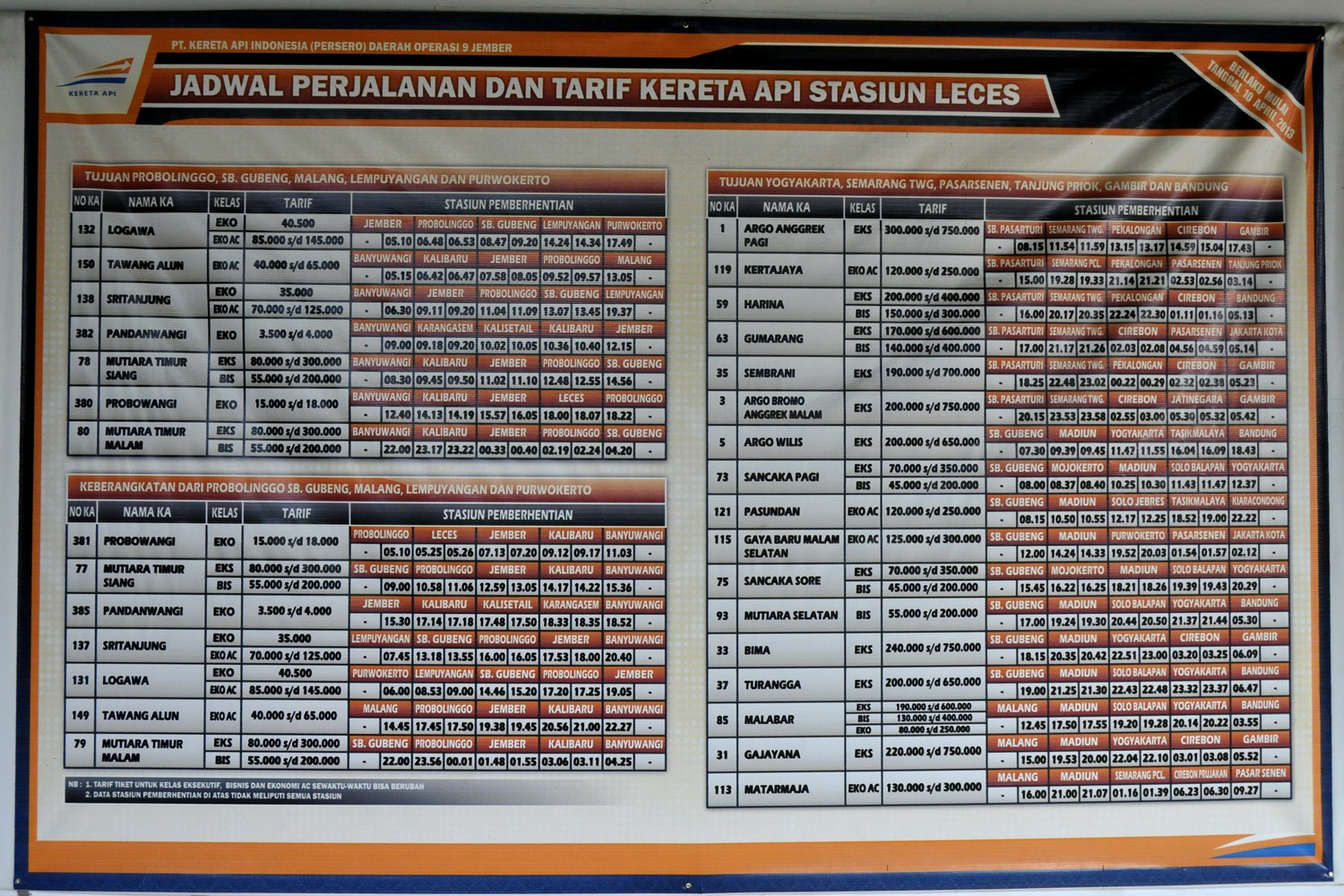
Vertrektijden Station Leces (2013).

Leces is een spoorwegstation in de Indonesische provincie Oost-Java.

## Bestemmingen
- Sri Tanjung: naar Station Lempuyangan en Station Banyuwangi Baru
- Tawang Alun: naar Station Malang en Station Banyuwangi Baru
- Probowangi: naar Station Probolinggo en Station Banyuwangi Baru